# Eurytoma fumipennis
Eurytoma fumipennis is een vliesvleugelig insect uit de familie Eurytomidae. De wetenschappelijke naam is voor het eerst geldig gepubliceerd in 1836 door Walker.